# Финляндия на летних Олимпийских играх 1964
На летних Олимпийских играх 1964 года Финляндию представляли 89 спортсменов (84 мужчины и 5 женщина), выступивших в 13 видах спорта. Они завоевали 3 золотых и 2 бронзовых медали, что вывело финскую сборную на 12-е место в неофициальном командном зачёте.

## Медалисты
| Медаль | Спортсмен        | Вид спорта            | Дисциплина                         |
| ------ | ---------------- | --------------------- | ---------------------------------- |
| Золото | Паули Невала     | Лёгкая атлетика       | Мужчины, метание копья             |
| Золото | Пентти Линносвуо | Стрельба              | Мужчины, скоростной пистолет, 25 м |
| Золото | Вяйнё Маркканен  | Стрельба              | Мужчины, пистолет, 50 м            |
| Бронза | Пертти Пурхонен  | Бокс                  | Мужчины, до 67 кг                  |
| Бронза | Ханну Рантакари  | Спортивная гимнастика | Мужчины, опорный прыжок            |

## Результаты соревнований

### Академическая гребля
В следующий раунд из каждого заезда проходили несколько лучших экипажей (в зависимости от дисциплины). В финал A выходили 6 сильнейших экипажей, ещё 6 экипажей, выбывших в отборочном заезде, распределяли места в малом финале B.
Мужчины
| Соревнование | Спортсмены                  | Предварительный заезд | Предварительный заезд | Предварительный заезд | Отборочный заезд | Отборочный заезд | Отборочный заезд | Финал   | Финал   | Итоговое место |
| Соревнование | Спортсмены                  | Заезд                 | Время                 | Место                 | Заезд            | Время            | Место            | Время   | Место   | Итоговое место |
| ------------ | --------------------------- | --------------------- | --------------------- | --------------------- | ---------------- | ---------------- | ---------------- | ------- | ------- | -------------- |
| двойки       | Тойми Питкянен Вели Лехтеля | 2                     | DNF                   | 5                     | 1                | 7:29,03          | 1 QA             | Финал A | Финал A | 6              |
| двойки       | Тойми Питкянен Вели Лехтеля | 2                     | DNF                   | 5                     | 1                | 7:29,03          | 1 QA             | 8:05,74 | 6       | 6              |